# Suzanne Lundvall

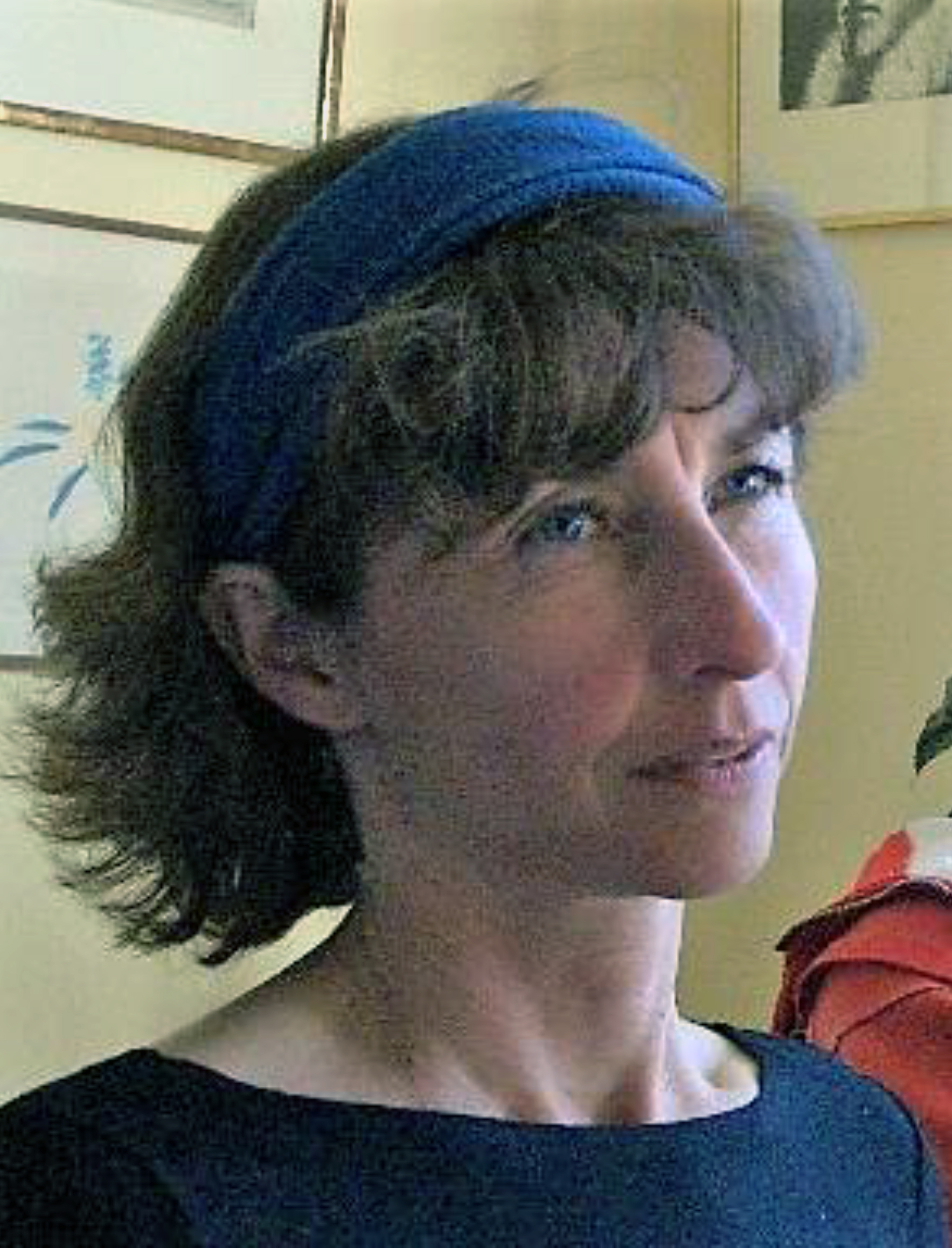
Suzanne Lundvall.

Eva Suzanne Lundvall, född 30 oktober 1957 i Stockholm, är en svensk forskare i idrottsvetenskap.

## Biografi
Suzanne Lundvall examinerades som gymnastiklärare vid Gymnastik- och idrottshögskolan 1978. Från 1992 till 202 verkade hon vid samma högskola som lärare, forskare, prefekt, prorektor och tillförordnad rektor. Sedan 2020 är hon professor i idrottsvetenskap vid Göteborgs universitet.
Lundvall var under ungdomsåren en av Nordens ledande tävlingsgymnaster, och har haft flera ideella uppdrag inom idrottsrörelsen, däribland som ledamot i Riksidrottsstyrelsen. Hon är sedan den 28 april 2024 ordförande i Svenska Gymnastikförbundet samt ordförande i Föreningen GCI.
Hon disputerade 2003 i pedagogik vid Stockholms universitet på avhandlingen Ett ämne i rörelse: gymnastik för kvinnor och män i lärarutbildningen vid Gymnastiska centralinstitutet/Gymnastik- och idrottshögskolan under åren 1944 till 1992. Avhandlingens inriktning har senare speglats grafiskt i fältet fysisk aktivitet (se modell till höger).
Lundvall var redaktör för boken Lärande i friluftsliv - perspektiv och ämnesdidaktiska exempel (Stockholm: Gymnastik- och idrottshögskolan).
En aktuell forskningslinje för henne gäller skolämnet idrott och hälsas relation till frågor om hållbar utveckling.
2024 slog hon i DN debatt larm om att de grundläggande motoriska kunskaperna hos barn numera är problematiskt låga.